# 寿南县
寿南县，旧县名，1948年7月由山东革命根据地在寿光县南部析置，隶属昌潍专署，治所在今寿光市洛城镇屯田村，1949年迁至寒桥镇寒桥村，1953年8月并入寿光县。下辖8个区：斟灌、寒桥、稻田、田马、东方、纪台、胡营、建桥。